# Carlos Borges
Carlos Ariel Borges, nach anderen Quellen Carlos Luis Borges (* 14. Januar 1932; † 5. Februar 2014 in Montevideo), war ein uruguayischer Fußballspieler.

## Verein
"Lucho" Borges, der aus der Jugendabteilung des Club Atlético Peñarol stammte, spielte insgesamt 15 Spielzeiten, davon 14 in Folge im Zeitraum von 1946 bis 1960, in Montevideo bei den Aurinegros in der Primera División. In seiner Zeit bei Peñarol gewann der Linksaußen mit dem Klub in den Jahren 1949, 1951, 1953, 1954, 1958, 1959 und 1960 jeweils die uruguayische Meisterschaft und 1960 die Copa Campeones de América, den Vorläufer der Copa Libertadores. Dabei war Borges am 19. April 1960 in der Begegnung gegen den bolivianischen Klub Jorge Wilstermann im Estadio Centenario der erste Torschütze überhaupt im Rahmen dieses neu eingeführten Wettbewerbs. Anschließend wechselte er nach Argentinien, wo er in den Jahren 1961 bis 1963 in Reihen des Racing Club de Avellaneda stand. Dort steht im Jahre 1961 der Gewinn des argentinischen Meistertitels für seinen Klub zu Buche. 1963 kehrte er zu Peñarol zurück. 1964 schloss er sich dem in der Primera B Zona Norte antretenden Platense an.

## Nationalmannschaft
In 35 Länderspielen zwischen dem 23. Mai 1954 und dem 2. April 1959 schoss er zehn Tore für Uruguay. 1956 nahm er mit der Celeste am Campeonato Sudamericano teil und wurde Südamerikameister. Sein einziges WM-Turnier spielte Borges 1954 in der Schweiz. Dabei gelang ihm beim 7:0 gegen Schottland ein Hattrick.

## Erfolge
- 1 × Südamerikameister (1956)
- 1 × Copa Campeones de América (1960)
- 7 × Uruguayischer Meister (1949, 1951, 1953, 1954, 1958, 1959 und 1960)
- 1 × Argentinischer Meister (1961)

## Sonstiges
Am 10. Juli 1963 befand sich Borges an Bord des zwischen Buenos Aires und Montevideo verkehrenden Schiffs (Vapor de la Carrera) "Ciudad de Asunción", das an diesem Tag sank. Er überlebte das Unglück, indem er sich mehrere Stunden an ein Holzmöbelstück klammerte, und rettete zudem ein siebenjähriges Kind.